# Rudi Getrouw
Rudolph Jacques Getrouw (Paramaribo, 4 juni 1928 - Paramaribo, 12 december 2002) was een Surinaams kunstenaar. Hij behoort tot de succesvolle generatie die opkwam rond 1960 met onder meer Erwin de Vries en Paul Woei.
Rudi Getrouw volgde de lerarenopleiding aan de Academie voor Beeldende Kunsten in Den Haag (1949-1952), behaalde zijn MO-A-akte in 1956 en vervolgde een MO-B-opleiding aan de Normaalschool voor Tekenleraren in Amsterdam in vrije grafiek, van 1957-1959. Getrouw was dertig jaar werkzaam in het onderwijs.
Dat Getrouw een bewonderaar is van het impressionisme laat zich aan zijn werk duidelijk aflezen. Hij zet zijn objecten (houten stadshuizen, boten, vrouwelijke naakten, stillevens) bijna tastend op het doek of het papier. Het afgebeelde blijft altijd figuratief herkenbaar. Van zijn werk straalt een groot vakmanschap uit; het vormexperiment dat zijn generatiegenoot De Vries opzocht, meed Getrouw. Perspectief en lichaamsverhoudingen tonen een klassieke scholing. Getrouw werkte zowel in olieverf, pastel, met etstechniek alsook veelvuldig in aquarel.
Hij benadrukte al in een vroeg stadium – toen dat nog niet zo evident was in zijn geboorteland – dat Surinaamse kunstenaars moeten kiezen voor een bezielde verbeelding van de eigen werkelijkheid.
Het werk van Rudi Getrouw bevindt zich in tal van collecties in Europa en de Amerika’s. Bij zijn 60e verjaardag in 1988 kreeg hij een solo-expositie in de Latin American gallery van de Museum of Modern Art in New York.